# Kisín
Kisín es un personaje mitológico de la etnia lacandón en México, derivado de antiguas leyendas mayas y mexicas. 
Kisín significa «el hediondo» o -según otras fuentes- «demonio», «diablo», «maligno».
Según esta cosmología, el infierno regido por Kisín es en realidad una especie de purgatorio para la mayoría de las personas que mueren: sin embargo las mujeres que mueren en el parto o los soldados muertos en batalla no deben pasar por allí, y en cambio los suicidas quedan relegados a permanecer allí por toda la eternidad.
Los antiguos mayas lo imaginaban como un esqueleto con los ojos colgantes. Su oponente era el dios del maíz y la vegetación, llamado Ah Mun o Hun-Hunahpu que a menudo se muestra con una mazorca de maíz creciendo en su cabeza.
Para los lacandones Kisín es «un personaje iracundo, que patea la base de la gran ceiba cuando está de mal humor, provocando seísmos».
Para la cultura popular actual, Kisín ha permanecido como un personaje que habita el subsuelo y a quien se le atribuyen los terremotos. También se cree que es el marido de la X'tabay.

## Leyendas y creencias populares
Kisín, también conocido como Kizín o Cizín, aparece en varios relatos populares. Dentro de ellos se refiere que tiene la facultad de cambiar su aspecto físico cuando lo requiere, y la forma en que prefiere aparecer es la de serpiente. Con frecuencia se le encuentra en los mulsay, que son hormigueros que sirven como puertas del inframundo. Y es capaz de establecer pactos con algunas personas a las que otorga poderes fuera de lo común.
Kisín es bien conocido por ser muy comelón y no perder oportunidad de andar cerca de las cocinas; si no hay nadie que lo vea, mete la mano en la cacerola de los frijoles  para probarlos; la cuestión es que cuando eso sucede, los frijoles no se cuecen por más horas que se les tenga a la lumbre. Para evitar esto, las mujeres encargadas de cocinar ponen en alguna ventana una ollita de frijoles con epazote y un par de tortillas, para que Kisín se los coma y no caiga en la tentación de introducir la mano en los que se están cocinando.
Según la creencia popular él es el responsable de que los topos vivan bajo la tierra.Hace mucho tiempo Kisín y un venado platicaban muy a gusto, cuando se acercó un topo; Kisín le preguntó qué deseaba, a lo que el topo respondió que únicamente quería aconsejar al venado para que fuera muy cuidadoso y evitara caer en las trampas que él seguramente planeaba tenderle. Kisín, ofendido porque el topo tenía razón, lo condenó a él y a todos los de su especie a moverse la mayor parte del tiempo en el mundo subterráneo.
Se dice que él también es el responsable de que los frijoles sean de colores. Tiempo atrás, tanto que nadie recuerda con exactitud cuándo fue, un hombre estaba totalmente angustiado por los múltiples problemas que lo aquejaban. En la desesperación hizo un pacto con Kisín, mediante el cual le entregaría su alma a cambio de siete deseos, los cuales se cumplirían a lo largo de una semana: riqueza, salud, alimento, mujeres hermosas, poder y viajes. El séptimo día, Kisin se presentó para conceder el último deseo, convencido de que se haría de un alma más. Sin embargo, no contó con que el hombre le pediría que le cumpliera un caprichito: lavar unos frijoles negros hasta que quedaran blancos. Kisín aceptó, pero después de horas y horas se percató que había sido engañado y sentenció que -a partir de ese día y para siempre- los frijoles habrían de ser rojos, blancos, amarillos y negros. 
También los monos tienen una historia que contar, ya que deben a este ser el tener las nalgas rosadas y pelonas. Refiere la leyenda que Cizín invitó a los monos a comer con él, estos acudieron encantados y Cizín los invitó a sentarse para que pudieran comer de manera más cómoda. Más tardaron en sentarse, que en brincar de los asientos dando alaridos, porque estos estaban hirviendo. Desde ese día, los changos tienen el trasero tal y como ahora lo conocemos. 
Algunos relatos cuentan que Kisin se divierte metiéndose dentro de los espantapájaros; espera pacientemente a que alguien pase y, en ese instante, se mueve violentamente para asustar al incauto.
Refiere la creencia popular que cuando alguien se acerca a beber el agua de algún arroyo o río y esta se aleja, es porque Kisin la apartó con sus pies.